# 26942 Nealkuhn
26942 Nealkuhn è un asteroide della fascia principale. Scoperto nel 1997, presenta un'orbita caratterizzata da un semiasse maggiore pari a 2,2828503 UA e da un'eccentricità di 0,2011676, inclinata di 3,51577° rispetto all'eclittica.